# Dornier Do 29
Die Dornier Do 29 war ein in den späten 1950er-Jahren entwickeltes Experimentalflugzeug, das zusammen mit der Deutschen Versuchsanstalt für Luftfahrt (heute Deutsches Zentrum für Luft- und Raumfahrt) zur Erforschung des Überganges von der Kurz- zur Senkrechtstarttechnik gebaut wurde.

## Geschichte
Der Erstflug des ersten von insgesamt zwei Prototypen (ein dritter war geplant, wurde jedoch nie realisiert) war am 12. Dezember 1958.

## Konstruktion

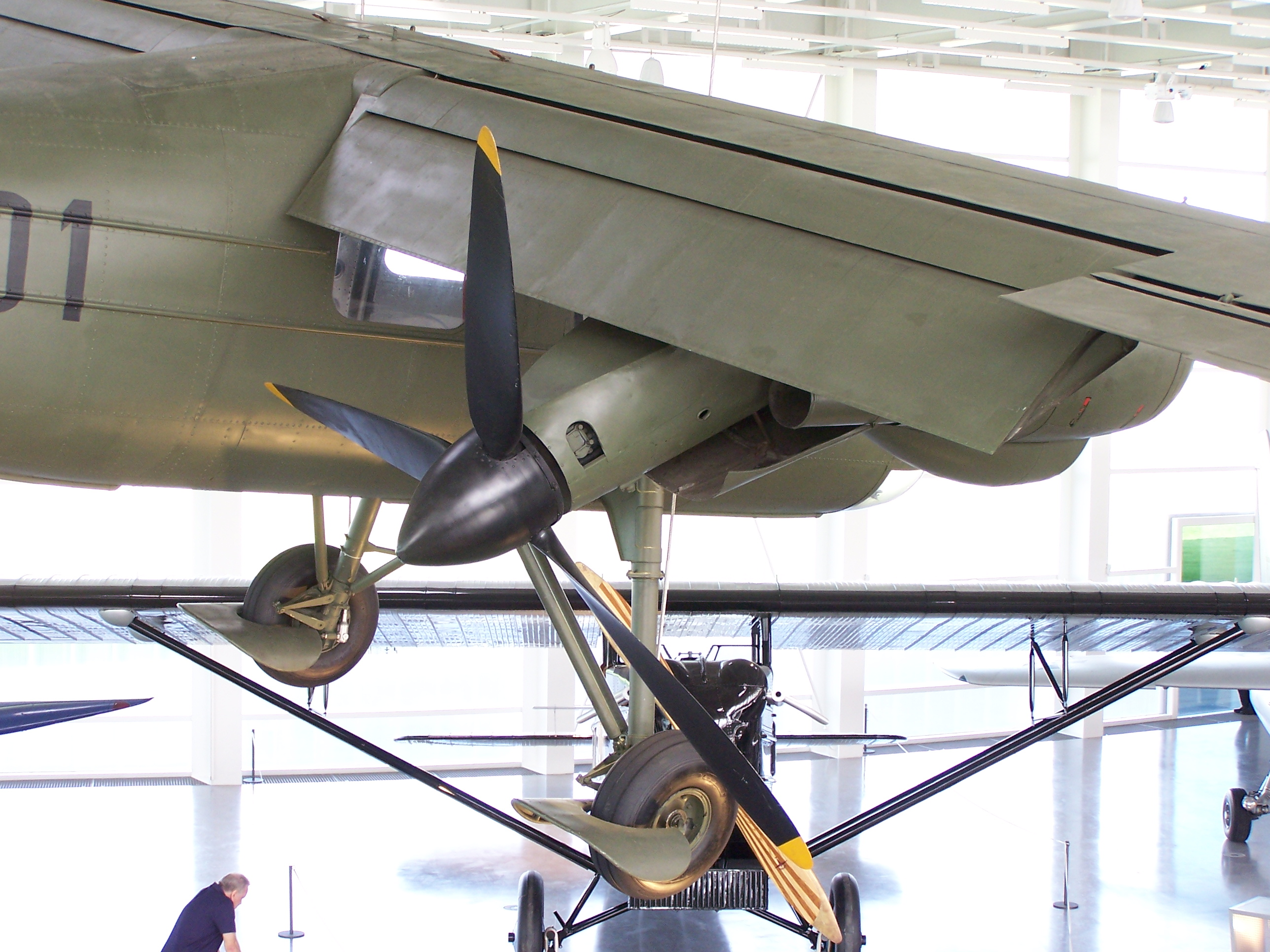
Rechte Motorgondel

Der Entwurf basierte in weiten Teilen auf der Dornier Do 27, war jedoch im Rumpfvorderteil und Flügelmittelstück wesentlich modifiziert. Die stark verglaste einsitzige Pilotenkabine bot gute Rundumsicht, besonders auch nach unten und war mit einem Martin-Baker-Schleudersitz ausgestattet.
Auffallendes Merkmal waren die beiden Triebwerke unter den Tragflächen mit nach hinten gerichteten dreiblättrigen Schubpropellern. Diese Propeller konnten über ein Schwenkgetriebe bis 90° nach unten geschwenkt werden und waren zur Sicherstellung des gleichmäßigen Schubes im Falle eines Motorschadens durch eine Welle miteinander verbunden. Über die Schwenkgetriebe wurde auch die notwendige Gegenläufigkeit zum Ausgleich der Kreiselmomente der Propeller erreicht.

## Nutzung
Die Erprobungen mit den gesteckten Zielen waren von Anfang an erfolgreich und weitere Forschungsergebnisse lieferten grundlegende Erkenntnisse für den Kurz-Start/-Landung und Langsamflug für den Entwurf der Dornier Do 31. Die Flugerprobung wurde im Wesentlichen von dem Werkspiloten Heinrich Schäfer durchgeführt, wie auch durch Piloten der Bundeswehr und des DLR.

## Technische Daten

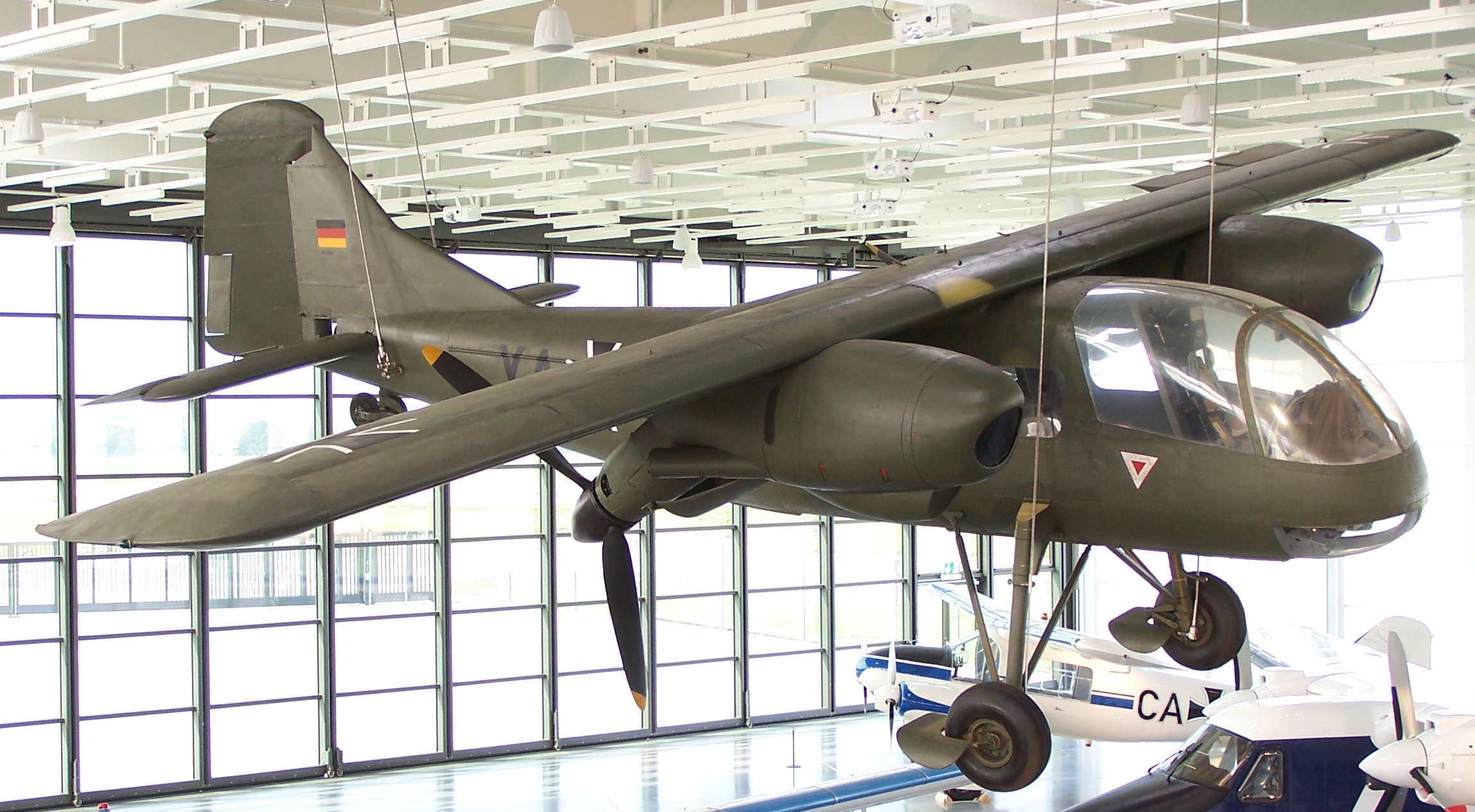
Do 29 im Dornier-Museum

| Kenngröße             | Daten                                                                              |
| --------------------- | ---------------------------------------------------------------------------------- |
| Besatzung             | 1                                                                                  |
| Länge                 | 9,5 m                                                                              |
| Spannweite            | 13,2 m                                                                             |
| Höhe                  | 2,7 m                                                                              |
| Leermasse             | 2180 kg                                                                            |
| Startmasse            | 2490 kg                                                                            |
| Reisegeschwindigkeit  | 285 km/h (erreicht 200 km/h)                                                       |
| Höchstgeschwindigkeit | 330 km/h (erreicht 230 km/h)                                                       |
| Dienstgipfelhöhe      | 6500 m                                                                             |
| Reichweite            | 400 km                                                                             |
| Triebwerke            | zwei 6-Zylinder-Boxermotoren Avro-Lycoming GO-480-BI-A6 mit je 270 PS (ca. 200 kW) |

## Erhaltene Flugzeuge

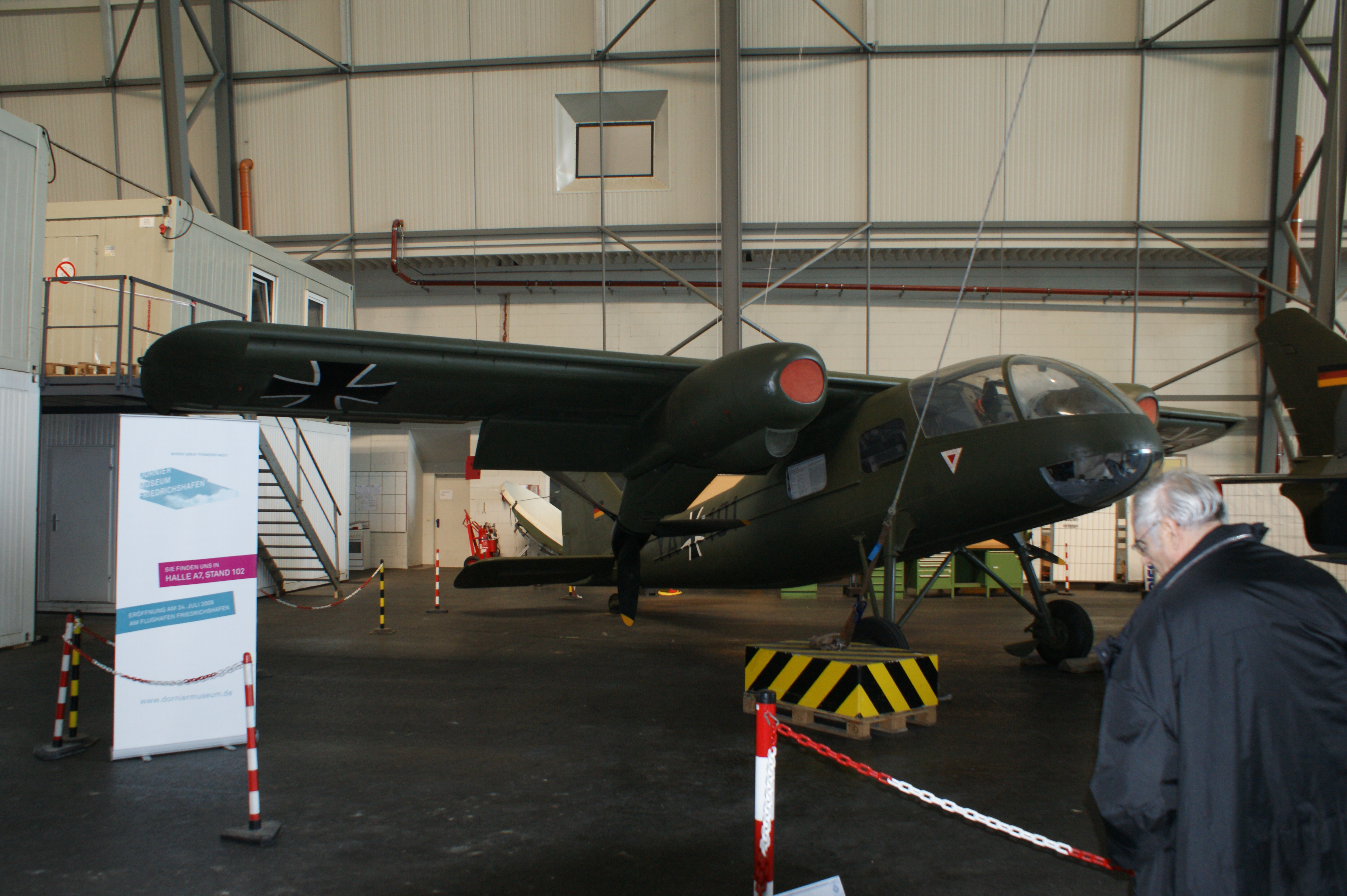
Dornier Do 29, abgestellt in der NT-Zeppelinhalle Friedrichshafen

Der letzte noch vorhandene Prototyp der Do 29 war bis März 2009 im Luftwaffenmuseum der Bundeswehr in Berlin ausgestellt. Er steht nun als Dauerleihgabe im Dornier-Museum in Friedrichshafen, das im Juli 2009 eröffnet wurde.